# Kevin Faulconer
Kevin Faulconer (San José, 24 de enero de 1967) es un político estadounidense, exalcalde de San Diego (California). Fue elegido en una elección especial celebrada en febrero de 2014 y terminó su periodo a finales de 2020. Juró como Alcalde el 3 de marzo de 2014. Es miembro del Partido Republicano.
Antes de su elección como Alcalde, Faulconer fue miembro del Consejo de la Ciudad de San Diego como representante del Distrito 2. Estuvo en el Consejo de enero de 2006 a marzo de 2014.